# Szanghaj Ekspres
Szanghaj Ekspres (Shanghai Express) – amerykański film z 1932 roku, wyreżyserowany przez Josefa von Sternberga. Został zrealizowany w erze Pre-Code.

## O filmie
Był to czwarty z siedmiu wspólnych filmów von Sternberga i Marlene Dietrich, a także trzecia amerykańska produkcja pary.
Szanghaj Ekspres okazał się dużym sukcesem kasowym, a także artystycznym. Dostał trzy nominacje do Oscara, z czego zwyciężył w jednej kategorii. Użyta w nim gra światła i cienia chiaroscuro wzbudziła zachwyt krytyki i podziwiana jest do dziś. Miała ona, według zamysłu twórców, stworzyć atmosferę tajemniczości, podobnie jak kostiumy noszone przez Marlenę. Film uznawany jest za jedną z najlepszych produkcji w dorobku zarówno von Sternberga, jak i Dietrich.
W latach 40. i 50. powstały dwie przeróbki filmu, z inną obsadą i nakręcone przez innych reżyserów, choć nie dorównały one pierwowzorowi. Szanghaj Ekspres posłużył w latach 80. jako inspiracja do filmu Niespodzianka z Szanghaju, z udziałem Madonny i Seana Penna.

## Fabuła
Akcja filmu toczy się w Chinach, kiedy kraj opętany jest wojną domową. Z Pekinu wyrusza pociąg ekspresowy w kierunku Szanghaju. Wśród jego pasażerów znajdują się m.in. kapitan Harvey (Clive Brook) oraz kobieta lekkich obyczajów, Shanghai Lily (Marlena Dietrich). Para poznała się już pięć lat wcześniej, a podczas podróży okazuje się, że ich dawne uczucie jest wciąż żywe. Wkrótce, żołnierze wysłani przez rząd przeszukują pociąg i aresztują tajnego agenta. Wówczas pojazd zostaje przejęty przez rebeliantów, których szefem okazuje się jeden z pasażerów, Henry Chang (Warner Oland).

## Obsada
- Marlene Dietrich jako Shanghai Lily
- Clive Brook jako kapitan Donald Harvey
- Anna May Wong jako Hui Fei
- Warner Oland jako Henry Chang
- Eugene Pallette jako Sam Salt
- Lawrence Grant jako Reverend Mr Carmichael
- Louise Closser Hale jako pani Haggerty
- Gustav von Seyffertitz jako Eric Baum
- Émile Chautard jako major Lenard

## Oceny
| Źródło             | Ocena     |
| ------------------ | --------- |
| AllMovie           | [ 3 ]     |
| The New York Times | pozytywna |
| Filmsite           | pozytywna |
| Rotten Tomatoes    | 100%      |